# Virgulinellidae
Virgulinellidae es una familia de foraminíferos bentónicos de la Superfamilia Fursenkoinoidea, del Suborden Buliminina y del Orden Buliminida. Su rango cronoestratigráfico abarca desde el Eoceno superior hasta la Actualidad.

## Discusión
Clasificaciones previas incluían Virgulinellidae en el Suborden Rotaliina y/o Orden Rotaliida.

## Clasificación
Virgulinellidae incluye a las siguientes géneros:
- Pseudobuliminella †
- Virgulinella